# فرضیه خزری بودن اجداد یهودیان اشکنازی

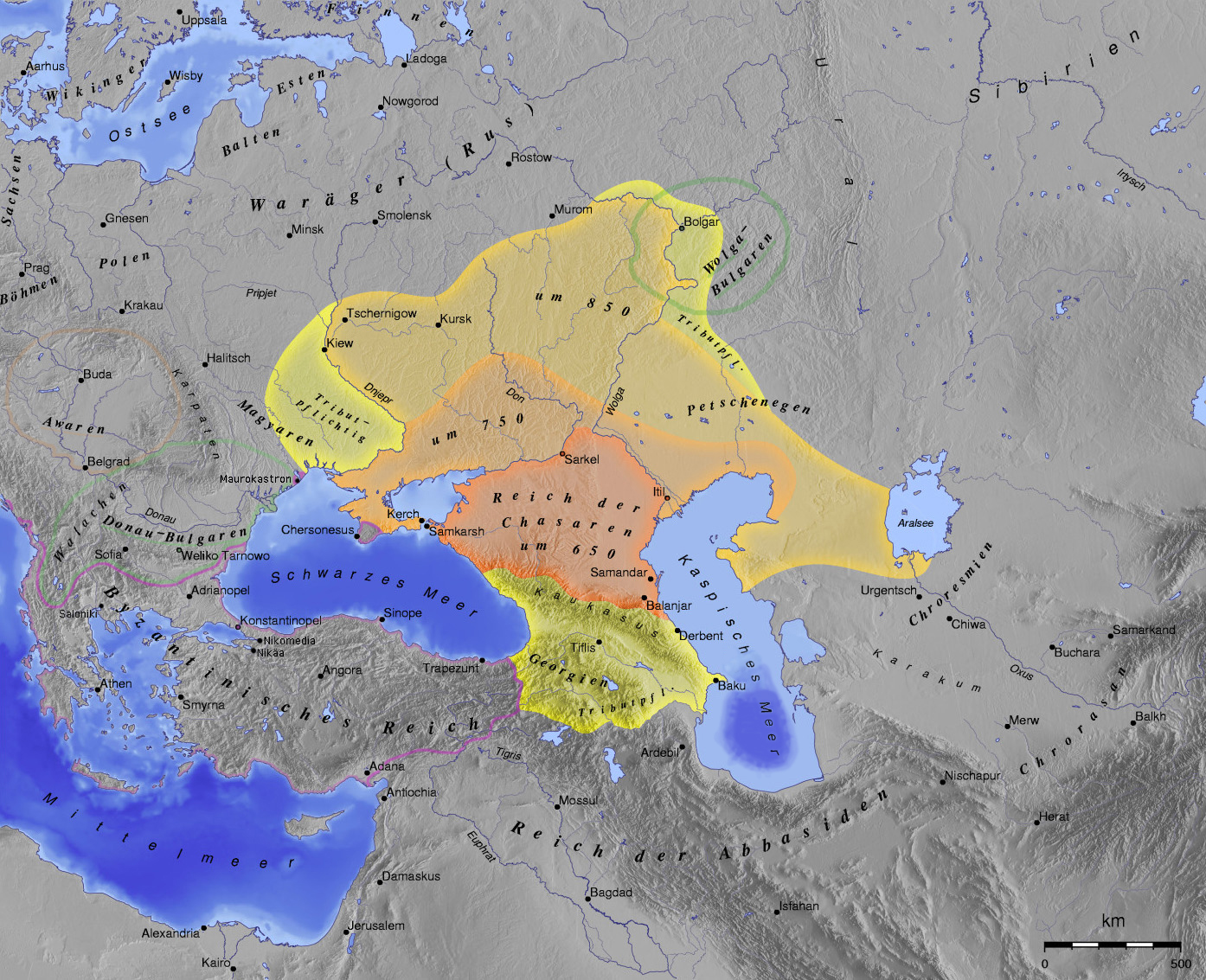
خاقانات خزرها از ۶۵۰ م. تا ۸۵۰ م. در اوج قدرت

فرضیه اجداد یهودیان اشکنازی یا آنچنان که منتقدان آن می خوانندش افسانه خزر فرضیه ای تاریخی است که دیگر عموماً رد می‌شود و بر اساس آن نیای یهودیان اشکنازی اساساً یا بیش از همه خزرها هستند، اختلاطی چندقومی از ملل بیشتر ترک تباری که یک خانات شبه-ایلیاتی را در و پیرامون شمال و مرکز قفقاز و سبزدشت پونتی‌خزری تشکیل دادند. بر بنیاد این نظریه خزرها در جریان مکاتبات خزر رهبرانشان با یهودا هلوی ابراهیم بن دائود به مذهب یهود گرویدند و در سده‌های بعدی با مهاجرت به اروپای شرقی زبانشان از زبان خزری به زبان ییدیش تغییر یافت. پذیرش این نظریه تأثیر منفی شدید برای نظریه صهیونیسم دارد و از این رو مورد بحث‌های فراوانی قرار گرفته است.
جدیدترین ارائه‌کننده این نظریه آرتور کستلر نویسنده یهودی مجارستانی بود که دیدگاه‌های خود را در کتاب قبیله سیزدهم بیان کرده است. اران الهایک دیگر محقق یهودی است که تحقیقات در زمینه ژنتیک یهودیان اشکنازی منتشر و ریشه آنان را ترکیبی از ایرانی، ترکی، اسلواکی و جنوب شرقی اروپا و در هر حال غیر شام می‌داند.
مطالعات ژنتیک روی یهودیان شواهد محکمی در خصوص وجود یک منشأ خزری در میان یهودیان اشکنازی پیدا نکرد. ژنتیک دانانی چون دورون بهار و دیگران (۲۰۱۳) به این نتیجه رسیده‌اند که چنین پیوندی نامحتمل است، و ذکر کرده‌اند که آزمودن فرضیه خزری با استفاده از ژنتیک دشوار است چرا که بازماندگان امروزی خزرها وجود ندارند تا محک روشنی از مشارکت آنها در نیای یهودیان اشکنازی فراهم کنند، ولی نشانگر ژنتیکی ای در یهودیان اشکنازی نیافتند که آنها را به ملل نواحی قفقاز/خزر پیوند دهد.
اتسمون و دیگران شواهدی یافتند که اشکنازی‌ها منشأهای مختلط خاور نزدیکی و جنوب اروپایی/مدیترانه ای دارند، گرچه میزانی از اختلاط ژنتیکی با جمعیت‌های خزری و اسلاوی پس از سال ۱۰۰ میلادی نفی نشد. شو و دیگران ذکر کرده‌اند که یک منشأ تماماً خزری/ترکی/خاورمیانه ای با توجه به پیچیدگی اختلاط نژادی اشکنازی کاملاً نامحتمل است. گرچه اکثریت ژنتیک دانان معاصر در مکتوبات خود آن را رد کرده‌اند، برخی هستند که از امکان‌پذیری آن دفاع کرده‌اند، یا امکان وجود میزانی از جزء خزری در ترکیب اشکنازی‌ها را نفی نکرده‌اند.
این فرضیه گهگاه از سوی صهیونیسم‌ستیزان برای به چالش کشیدن این ایده که یهودیان با اسرائیل باستان پیوند ژنتیکی دارند مورد استفاده قرار گرفته است. همچنین از سوی گروه‌های حاشیه ای یهودستیز چون نژادپرستان آمریکایی، ملی گرایان روس و پیروان جنبش هویت مسیحی طرح شده است.

## یادداشت ها
1. ↑  'During Greco-Roman times, recorded mass conversions led to 6 million people practicing Judaism in Roman times or up to 10% of the population of the Roman Empire. Thus, the genetic proximity of these European/Syrian Jewish populations, including Ashkenazi Jews, to each other and to French, Northern Italian, and Sardinian populations favors the idea of non-Semitic Mediterranean ancestry in the formation of the European/Syrian Jewish groups and is incompatible with theories that Ashkenazi Jews are for the most part the direct lineal descendants of converted Khazars or Slavs. The genetic proximity of Ashkenazi Jews to southern European populations has been observed in several other recent studies. Admixture with local populations, including Khazars and Slavs, may have occurred subsequently during the 1000 year (2nd millennium) history of the European Jews.'(Atzmon & et al. 2010)
2. ↑  'AJ genetics defies simple demographic theories. Hypotheses such as a wholly Khazar, Turkish, or Middle-Eastern origin have been disqualified but even a model of a single Middle-Eastern and European admixture event cannot account for all of our observations. The actual admixture history might have been highly complex, including multiple geographic sources and admixture events. Moreover, due to the genetic similarity and complex history of the European populations involved (particularly in Southern Europe, the multiple paths of AJ migration across Europe [10], and the strong genetic drift experienced by AJ in the late Middle Ages, there seems to be a limit on the resolution to which the AJ admixture history can be reconstructed.'(Xue et al.)